# Dharma Nagar
Dharma Nagar (nep. धर्मनगर) – gaun wikas samiti w środkowej części Nepalu w strefie Narajani w dystrykcie Bara. Według nepalskiego spisu powszechnego z 2001 roku liczył on 666 gospodarstw domowych i 4460 mieszkańców (2105 kobiet i 2355 mężczyzn).